# Terence Keyes
Sir Terence Humphrey Keyes (28 maggio 1877 – Hastings, 26 febbraio 1939) è stato un ufficiale e diplomatico inglese.

## Biografia
Era il figlio del generale Sir Charles Keyes e il fratello minore dell'ammiraglio della flotta Sir Keyes e il fratello maggiore del comandante Adrian Keyes, che ha servito con distinzione a Gallipoli. 

## Carriera
Studiò a Haileybury College e al Royal Military College di Sandhurst, dal quale uscì con il grado di sottotenente dell'esercito indiano nel gennaio 1897.
Partecipò alla Campagna Tirah (1897-1898), dove venne ferito a una mano da una scheggia e colpito da un proiettile durante la battaglia di Chagru Kotal il 18 ottobre 1897. Fu promosso tenente nell'aprile 1899. 
Nel mese di ottobre 1904 tenne il suo primo messaggio politico quando è stato nominato vice-console a Seistan e a Qa'en, in Persia. Fu promosso a capitano nel gennaio 1906 e nel febbraio, dello stesso anno, divenne console a Turbat-i-Haidari e Kařez.  
Partecipò alla campagna Baluchistan nel 1908 e nel 1914 è stato nominato agente politico in Bahrain. Nel 1915 fu promosso maggiore e servì nella campagna della Mesopotamia. Nel 1917 gli venne assegnato il comando dell'esercito russo in Romania, ed è stato promosso temporaneamente tenente colonnello nel gennaio 1918 e tenente-colonnello nel giugno 1918. Servì nella guerra civile russa (1919-1920). 
Dopo la guerra tornò in India e venne promosso a tenente colonnello nel gennaio 1923.  Si ritirò dall'esercito nel maggio 1932 con il grado onorario di brigadiere generale e l'anno successivo è tornato in Inghilterra per vivere a Freezeland Farm, nei pressi di Ninfield, nel Sussex.

## Morte
Sposò Edith Beatrice M'Mahon ed ebbero cinque figli: Roger, Patrick, Michael, Rosemary e Lavender.
Morì in ospedale a Hastings, dopo una lunga malattia, il 26 febbraio 1939.
Massone, fu membro della Gran Loggia unita d'Inghilterra. 